# Xenopterella obliqua
Xenopterella obliqua är en tvåvingeart som beskrevs av Malloch 1926. Xenopterella obliqua ingår i släktet Xenopterella och familjen lövflugor. Inga underarter finns listade i Catalogue of Life.